# Hans Jacobsen
 Hans Jacobsen ( 1815 - 1891 ) fue un botánico alemán, que realizó expediciones botánicas a Dinamarca.
- La abreviatura «Jacobsen» se emplea para indicar a Hans Jacobsen como autoridad en la descripción y clasificación científica de los vegetales.[2]

Existen 210 registros IPNI de sus identificaciones y clasificaciones de nuevas especies, las que publicaba habitualmente en: Sukkulent; Nation. Cact. Succ. J. (U.K.); Handb. Sukkulent. Pfl.; Jahrb. Deutsch. Kakt. Ges.; Cactus; Wochenschr. Aquar.- u. Terrarienkunde; Backeb. Descr. Cact. Nov.